# Groupe Zanzibar
Le groupe Zanzibar est un collectif d'artistes d'avant garde et de cinéastes, actif à la fin des années 1960 comprenant notamment Philippe Garrel, Jackie Raynal, Pierre Clémenti, Daniel Pommereulle ou encore Jean-Pierre Kalfon et André Weinfeld. Les films du collectif Zanzibar ont été financés par Sylvina Boissonnas.

## Histoire
Serge Bard regroupe les activités et personnes diverses sous le nom Groupe Zanzibar.
Le premier film du groupe Zanzibar, Détruisez-vous, a été tourné par Serge Bard, alors étudiant en ethnologie à l'université de Nanterre, au printemps 1968.
Par la suite Sylvina Boissonnas s'est engagée auprès du Mouvement de libération des femmes, Patrick Deval est parti faire le tour du monde, Serge Bard s'est converti à l'Islam sous le nom de Abdullah Siradj et a vécu 11 ans dans le désert. Le groupe a été dissous en 1973.

## Membres du groupe
- Philippe Garrel[2]
- Jackie Raynal[2]
- Serge Bard
- Abino Byrolle
- Daniel Pommereulle[2]
- André Weinfeld
- Alain Jouffroy
- Caroline de Bendern (en)[2]
- Zouzou[2]
- Tina Aumont[2]
- Patrick Deval[2]
- Pierre Clémenti[2]
- Frédéric Pardo[2]
- Nico[2]

## Filmographie
- 1968 : Le Révélateur de Philippe Garrel
- 1968 : Détruisez-vous de Serge Bard
- 1968 : Abolition de l'art d'Alain Jouffroy
- 1968 : Home movie autour du lit de la vierge de Frédéric Pardo
- 1968 : La révolution n'est qu'un début, continuons de Pierre Clémenti
- 1969 : Home movie de Pierre-Richard Bré
- 1969 : Acéphale de Patrick Deval
- 1969 : Deux fois de Jackie Raynal
- 1970 : Vite de Daniel Pommereulle
- 1970 : Le Lit de la Vierge de Philippe Garrel

## Films sur le groupe Zanzibar
- 1999 : Zanzibar à Saint-Sulpice de Gérard Courant